# ザ・プラン9のお〜きなアナ
マイティアプレゼンツ・THE PLAN9のお〜きなアナ（ザ・プラン9のお〜きなアナ）はABCラジオ（1008kHz）で2007年4月6日から毎週土曜深夜23時30分から0時に放送していた、ザ・プラン9初の5人揃っての冠番組である。2008年9月までは0時から0時30分に放送していた。現在は放送終了している。

## 内容
- ザ・プラン9のラジオによるコント、トークが繰り広げられていた。ネット放送（ABC）及び、ヨシモトファンダンゴにてアーカイブで遅れて放送が聴くことがてきた。

### コーナー
1. ラジオコント
2. 今週のTHE PLAN9（メンバー一人のち～さなアナ付き）
3. マンスリースペシャル企画3月　覚王山企画『家族対抗代弁大喜利』
10月　浅超ゴエ企画『唸リレー』終了
11月　お～い！久馬企画『乾杯トークソング』終了
12月　鈴木つかさ企画『ニュースでポン!!』終了
1月　なだぎ武企画『ヤナギブソンのあなたの知ってる世界』終了
2月　ヤナギブソン企画『さめざめWoo Woo Woo』終了
※4月～9月までは『たけしの世界まるごとダメだぁ！』
4. マイティア THE PLAN9劇場
5. 3分間シンキング

## 放送時間
- 毎週金曜深夜　24：00〜24：30（放送開始～2008年9月）
- 毎週土曜深夜　23：30〜24：00（2008年10月～）

## 出演者
- お〜い!久馬
- なだぎ武
- 鈴木つかさ(脱退)
- 浅越ゴエ
- ヤナギブソン

### 補足
- 毎週金曜深夜に放送された分が、月曜（予定）に ABCラジオ番組HPで聴ける他、HPでは番組の裏側やメンバーのコメントなどが毎週更新されている。
- 番組放送から2週遅れとなり、月曜（予定）に「吉本ファンダンゴお〜きなアナアーカイブ」が聴ける。ここでは、4週分アーカイブされて行く。

## 提供スポンサー
- 千寿製薬